# Centrale nucleare di Kashiwazaki-Kariwa
La centrale nucleare di Kashiwazaki-Kariwa (柏崎刈羽原子力発電所?, Kashiwazaki-Kariwa genshiryoku-hatsudensho, Kashiwazaki-Kariwa NPP) è una moderna centrale nucleare (la prima al mondo con un reattore di III generazione) su un sito grande 4,2 chilometri quadrati collocato nelle città di Kashiwazaki e Kariwa della prefettura di Niigata in Giappone, sulle coste del Mar del Giappone (da dove prende l'acqua per il raffreddamento).
L'impianto, di proprietà della TEPCO, è la più grande stazione generatrice di energia elettrica da fonte nucleare del mondo.

## Il terremoto Chūetsu
Nei suoi pressi è stato rilevato l'epicentro del più forte terremoto che abbia mai colpito un impianto nucleare: quello di Chūetsu del 16 luglio 2007 che ha avuto una magnitudo di 6,6.
Questo terremoto ha sollecitato l'impianto (che aveva quattro reattori su sette in funzione) oltre il carico base previsto nel progetto e pertanto si è provveduto subito dopo ad avviare un procedimento di arresto per ispezione che ha indicato la necessità di effettuare ulteriori prove e verifiche prima della ripresa delle attività.
Secondo le ispezioni della società che gestisce gli impianti e riportate dalla IAEA, le oscillazioni indotte dal sisma hanno determinato lo sversamento in mare di circa 1,2 m3 di acqua della piscina per il combustibile esausto del reattore numero 6, con un rilascio di radioattività di 60 kBq.
Inoltre l'impianto di ventilazione del reattore numero 7 ha rilasciato particolato di diversi radioisotopi (fra cui iodio-131, iodio-133, cobalto-60 e cromo-51) per tre giorni, per un totale stimato di 400 MBq di iodio e 2 MBq di altre sostanze.
Fonti ministeriali giapponesi hanno affermato che tali fughe corrisponderebbero a circa 10 milionesimi della dose ammessa in Giappone.
Non ci sono state conseguenze sanitarie e ambientali e l'evento è stato classificato al livello 0 della scala INES.
Ad agosto 2010, 3 dei 7 reattori risultano riavviati (i reattori 1, 6 e 7) ed il numero 5 è in fase di riavvio